# 레니게이드 (2017년 영화)
《레니게이드》(영어: Renegades)는 2017년 공개된 스티븐 퀘일 연출, 뤼크 베송 제작 액션 스릴러 영화이다. 설리번 스테이플턴, J. K. 시먼스, 찰스 뷸리가 출연한다.

## 출연

### 주연
- J.K. 시몬스
- 설리반 스탭플턴
- 실비아 획스
- 이완 브렘너

### 조연
- 디어메이드 머태그
- 찰리 뷰리
- 클레멘스 쉭크
- 디미트리 레오니다스
- 슬라브코 소빈
- 드니 리옹
- 데이빗 매스터슨

## 기타
- 공동프로듀서: 크리스토프 피셔
- 공동프로듀서: 헤닝 몰펜터
- 공동프로듀서: 찰리 워브큰
- 라인프로듀서: 마이클 쉬와즈
- 미술: 허그즈 티산디어
- 배역: 민디 마튼